# شبدر باتلاقی (سرده)
منیانتس (نام علمی: Menyanthes trifoliata) نام یک گونه از راسته میناسانان است.